# طوني كروز (مغني)
طوني كروز (بالإسبانية: Toni Cruz) (و. 1946  م) هو مغني، ومنتج تلفزيوني، ومخرج أفلام إسباني، ولد في جرندة.

## وصلات خارجية
- طوني كروز على موقع IMDb (الإنجليزية)
- طوني كروز على موقع ميوزك برينز (الإنجليزية)
- طوني كروز في قاعدة بيانات الأفلام على الإنترنت